# Johann Nepomuk Fuchs
Johann Nepomuk Fuchs (ur. 5 maja 1842 we Frauental an der Laßnitz, zm. 15 października 1899 w Vöslau) – austriacki kompozytor i dyrygent.

## Życiorys
Brat Roberta. Studiował u Simona Sechtera w Wiedniu. Od 1864 roku był dyrygentem opery w Bratysławie. Działał też jako dyrygent w Brnie, Kassel, Kolonii, Hamburgu i Lipsku. W 1880 roku został dyrygentem Opery Wiedeńskiej. Od 1888 roku wykładał w Konserwatorium Wiedeńskim, w 1893 roku objął po Josefie Hellmesbergerze Sr. kierownictwo tej uczelni. W 1894 roku otrzymał tytuł 2. nadwornego dyrygenta cesarsko-królewskiego.
Komponował pieśni i utwory fortepianowe, był też autorem opery Zingara (wyst. Brno 1872). Jako dyrygent wprowadzał do repertuaru mniej znane dzieła takie jak Almira Georga Friedricha Händla, Alfons und Estrella Franza Schuberta czy Bastien i Bastienne Wolfganga Amadeusa Mozarta.
Był kawalerem Orderu Franciszka Józefa, ponadto odznaczony Orderem Korony Żelaznej III klasy.